# Agrippina (nome)
Agrippina  è un nome proprio di persona italiano femminile.

## Varianti
- Femminili
  - Ipocoristici: Pina
- Maschili: Agrippino[1][2]
  - Ipocoristici: Pino

### Varianti in altre lingue
- Bielorusso: Агрыпіна (Agrypina)
- Bulgaro: Агрипина (Agripina)
  - Maschili: Агрипин (Agripin)
- Catalano: Agripina[3]
  - Maschili: Agripí[3]
- Francese: Agrippine

- Inglese: Agrippina[4]
- Latino: Agrippina[1][5]
  - Maschili: Agrippinus[1][3]
- Lettone: Agripīna
- Lituano: Agripina
- Polacco: Agrypina
- Portoghese: Agripina

- Russo: Агриппина (Agrippina), Аграфена (Agrafena)[5]
  - Ipocoristici: Груша (Gruša)[5]
- Serbo: Агрипина (Agripina)
- Spagnolo: Agripina[3]
  - Maschili: Agripino[3]
- Ucraino: Агріппіна (Agrippina)

## Origine e diffusione
Continua il latino Agrippina, derivante dal cognomen Agrippa; per la precisione, si tratta di un patronimico, avente il significato di "relativa ad Agrippa", "figlia di Agrippa", "della famiglia di Agrippa". Alcune fonti lo considerano ad ogni modo una semplice variante femminile di Agrippa.
È piuttosto celebre per essere stato portato, tra le altre, da Agrippina minore, la madre dell'imperatore Nerone.
Per via del culto locale di sant'Agrippina, il nome è particolarmente usato in Sicilia, sia al femminile che al maschile, in particolare nella città di Mineo di cui la santa è patrona; questo uso si riflette anche in letteratura, con la protagonista femminile del romanzo di Luigi Capuana Il marchese di Roccaverdina, ambientato nella Sicilia rurale, che si chiama appunto Agrippina. La parziale dispersione nel resto d'Italia testimonia l'immigrazione interna. Agrippino è anche diffuso nella zona di Arzano, grazie al culto del patrono sant'Agrippino.

## Onomastico
L'onomastico si può festeggiare il 23 giugno in memoria di sant'Agrippina, vergine e martire a Roma sotto Valeriano. Al maschile si ricordano quattro altri santi:
- 17 giugno, sant'Agrippino, vescovo di Como[11]
- 9 luglio, sant'Agrippino, vescovo di Autun[11]
- 15 luglio, sant'Agrippino, martire in Pannonia[11]
- 9 novembre, sant'Agrippino, vescovo di Napoli[11][12]

## Persone
- Agrippina, santa romana

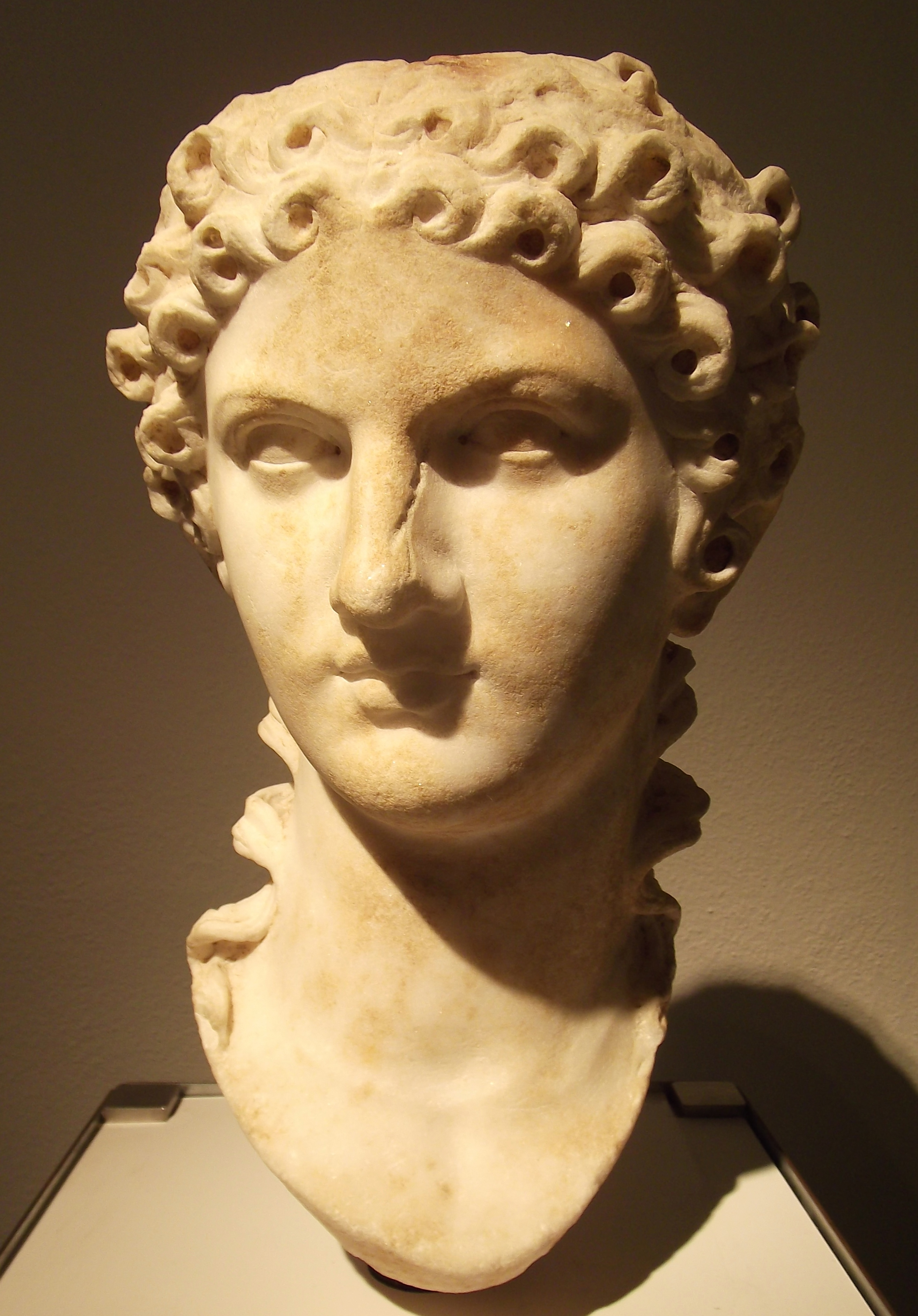
Agrippina minore

- Agrippina maggiore, nobildonna romana
- Agrippina minore, augusta dell'Impero romano
- Agrippina Jakovlevna Vaganova, ballerina e insegnante di danza sovietica

### Variante femminile Agrafena
- Agrafena Fëdorovna Zakrevskaja, nobildonna russa

### Variante maschile Agrippino
- Agrippino, generale dell'Impero romano d'Occidente
- Agrippino di Alessandria, vescovo di Alessandria d'Egitto
- Agrippino di Cartagine, vescovo di Cartagine
- Agrippino di Como, vescovo e santo italiano
- Agrippino di Napoli, vescovo e santo italiano

## Il nome nelle arti
- L'Ingrata Agrippine è un fumetto creato da Claire Bretécher, pubblicato in Italia da Linus.
- Agrippina Solmo è un personaggio del romanzo di Luigi Capuana Il marchese di Roccaverdina.
- Agrafena Aleksandrovna Svetlova, detta Grušen'ka, è un personaggio del romanzo di Fëdor Dostoevskij I fratelli Karamazov e dell'omonimo sceneggiato televisivo da esso tratto.